# タイリック・ミッチェル
タイリック・クウォン・ミッチェル（Tyrick Kwon Mitchell, 1999年9月1日 - ）は、イングランド・ロンドン・ブレント区出身のサッカー選手。クリスタル・パレスFC所属。イングランド代表。ポジションはDF。

## クラブ経歴
2012年にブレントフォードFCのユースアカデミーに入所。2014年にミルクカップに出場するなど、将来を嘱望されていたものの、2016年にブレントフォードがユースアカデミーシステムを廃止しのに伴い、5月に退団。2ヶ月後にクリスタル・パレスFCと契約。2019-20シーズンにトップチームに昇格。プレシーズンマッチを好プレーを見せ、同シーズン開幕前にマンチェスター・ユナイテッドFCに移籍したアーロン・ワン＝ビサカの後継者として注目を集める。2020年7月4日のレスター・シティFC戦でプレミアリーグデビュー。2020-21シーズンはシーズン途中からパトリック・ファン・アーンホルトに代わり先発に定着。2021年4月には2025年までの契約に合意した。